# Lijst van Amerikaanse hiphopartiesten
Dit is een lijst van Amerikaanse hiphopartiesten met een artikel op Wikipedia.

## 0-9
- 2 Chainz
- 2 Live Crew
- 2Pac
- 50 Cent
- 6ix9ine

## A
- A Tribe Called Quest
- Afrika Bambaataa
- Afroman
- Akon
- André 3000
- Arrested Development
- ASAP Rocky
- AZ

## B
- B.G.
- B.G. Knocc Out
- B-Real
- Baby Bash
- Beastie Boys
- Big Boi
- Big Daddy Kane
- Big L
- Big Pun
- Big Sean
- Big Syke
- Birdman
- Biz Markie
- Bizzy Bone
- The Black Eyed Peas
- Bone Thugs-n-Harmony
- Boogie Down Productions
- Bow Wow
- Bun B
- Busta Rhymes

## C
- Cam'ron
- Canibus
- Cappadonna
- Cardi B
- Cassidy
- Chamillionaire
- Chance the Rapper
- Chief Keef
- Childish Gambino
- Chingy
- Chris Brown
- Chuck D
- Common
- Coolio
- Cypress Hill

## D
- D12
- DaBaby
- Da Lench Mob
- Darryl McDaniels
- David Banner
- Daz Dillinger
- De La Soul
- Dead Prez
- Digital Underground
- DJ Jazzy Jeff & The Fresh Prince
- DJ Khaled
- DJ Kool Herc
- DJ Premier
- DJ Yella
- DMX
- The D.O.C.
- Dr. Dre
- Drake

## E
- E-40
- Eazy-E
- E.D.I. Mean
- Eminem
- EPMD
- Eric B. & Rakim
- Eve

## F
- Fabolous
- Far East Movement
- Fat Joe
- Fetty Wap
- Nathan John Feuerstein
- Flavor Flav
- Flo Rida
- Fort Minor
- Foxy Brown
- Freeway
- French Montana
- Fugees
- Future

## G
- G-Eazy
- G-Unit
- Game
- Gang Starr
- Geto Boys
- Ghostface Killah
- Grandmaster Flash
- Gucci Mane
- Guru
- GZA

## H
- Havoc
- Hopsin
- House of Pain
- Hussein Fatal

## I
- Ice Cube
- Ice-T
- Immortal Technique
- Inspectah Deck

## J
- Ja Rule
- Jadakiss
- Jam Master Jay
- Jay-Z
- J. Cole
- J Dilla
- Jedi Mind Tricks
- Jermaine Dupri
- Jibbs
- Jim Jones
- Jin
- Joe Budden
- Juelz Santana
- Juice WRLD
- Juicy J
- Jurassic 5
- Juvenile

## K
- Kanye West
- Kastro
- Kendrick Lamar
- Kid Cudi
- Kool G Rap
- Krayzie Bone
- Kris Kross
- KRS-One
- Kurtis Blow
- Kurupt

## L
- Lauryn Hill
- Layzie Bone
- Lil Jon
- Lil' Keke
- Lil' Kim
- Lil Pump
- Lil Wayne
- Lisa Lopes
- LL Cool J
- Lloyd Banks
- Logic
- Ludacris
- Luniz
- Lupe Fiasco

## M
- Mac Miller
- Machine Gun Kelly
- Mack 10
- Macklemore
- Marley Marl
- Mary J. Blige
- Mase
- Masta Ace
- Masta Killa
- Master P
- MC Eiht
- MC Hammer
- MC Ren
- Meek Mill
- Melle Mel
- Method Man
- MF Doom
- Migos
- Mike Shinoda
- Missy Elliott
- Mobb Deep
- M.O.P.
- Mos Def

## N
- N.E.R.D
- N.W.A
- Napoleon
- Nas
- Nate Dogg
- Nelly
- Nick Cannon
- Nicki Minaj
- Nipsey Hussle
- The Notorious B.I.G.

## O
- Obie Trice
- Ol' Dirty Bastard
- Outkast
- Outlawz

## P
- P. Diddy
- Papoose
- Paul Wall
- Pete Rock
- Petey Pablo
- Pharrell Williams
- Pimp C
- Pitbull
- Plies
- Post Malone
- Pras Michel
- Prodigy
- Proof
- Public Enemy
- Pusha T

## Q
- Q-Tip
- Queen Latifah

## R
- R. Kelly
- Rae Sremmurd
- Raekwon
- Rakim
- Redman
- Rev Run
- Rich Kidz
- Rick Ross
- Rock Steady Crew
- Romeo Miller
- The Roots
- Royce Da 5'9"
- Run-D.M.C.
- RZA

## S
- Scarface
- Schoolly D
- Scott Storch
- Sean Price
- Slick Rick
- Slim Thug
- Snoop Dogg
- Soulja Boy
- Storm
- Styles P
- The Sugarhill Gang
- Swizz Beatz

## T
- T.I.
- T-Pain
- Talib Kweli
- Tech N9ne
- Terror Squad
- Tha Dogg Pound
- Three 6 Mafia
- Timbaland
- Tony Yayo
- Too Short
- Travis Scott
- Tupac Shakur
- Twista
- Ty Dolla Sign
- Tyga

## U
- U-God
- Usher

## V
- Vanilla Ice

## W
- Wale
- Warren G
- WC
- Westside Connection
- Will.i.am
- Will Smith
- Wish Bone
- Wiz Khalifa
- Wu-Tang Clan

## X
- XXXTentacion
- Xzibit

## Y
- Yaki Kadafi
- Yelawolf
- Ying Yang Twins
- Young Buck
- Young Jeezy
- Young Maylay
- Young Noble
- Young Thug
- Yung Joc

## Z
- Z-Ro